# Orla Møller
Pour les articles homonymes, voir Møller.
Orla Møller, né le 7 mai 1916 à Feldballe (Danemark) et mort le 14 février 1979 à Øster Kippinge (Danemark), est un homme politique danois, membre des Sociaux-démocrates, ancien ministre et ancien député au Parlement (le Folketing).